# More of the Monkees
More of the Monkees è un album discografico del gruppo musicale statunitense The Monkees, pubblicato nel 1967 dalla Colgems.

## Tracce

### Lato A
1. She – 2:40
2. When Love Comes Knockin' (At Your Door) – 1:49
3. Mary, Mary – 2:16 (Micheal Nesmith)
4. Hold On Girl – 2:29
5. Your Auntie Grizelda – 2:30
6. (I'm Not Your) Steppin' Stone – 2:25

### Lato B
1. Look Out (Here Comes Tomorrow) – 2:16 (Neil Diamond)
2. The Kind of Girl I Could Love – 1:53
3. The Day We Fall in Love – 2:26
4. Sometime in the Morning – 2:30
5. Laugh – 2:30
6. I'm a Believer – 2:50 (Neil Diamond)

## Formazione
- Mike Nesmith - voce e chitarra
- Micky Dolenz - voce e batteria
- Peter Tork - basso e voce
- Davy Jones - voce e percussioni